# Мшадля (Лодзинське воєводство)
Мшадля (пол. Mszadla) — село в Польщі, у гміні Ліпці-Реймонтовські Скерневицького повіту Лодзинського воєводства.
Населення — 367 осіб (2011).
У 1975-1998 роках село належало до Скерневицького воєводства.

## Демографія
Демографічна структура станом на 31 березня 2011 року:
|          | Загалом | Допрацездатний вік | Працездатний вік | Постпрацездатний вік |
| -------- | ------- | ------------------ | ---------------- | -------------------- |
| Чоловіки | 174     | 34                 | 120              | 20                   |
| Жінки    | 193     | 43                 | 99               | 51                   |
| Разом    | 367     | 77                 | 219              | 71                   |